# Landbrugsavisen
LandbrugsAvisen er en dansk avis, der udgives af LandbrugsMedierne.
Avisen er medlemsavis for interesseorganisationen Landbrug & Fødevarer. Avisens redaktion er uafhængig af organisationen.
LandbrugsAvisen anskuer verden fra landmandens synsvinkel, men uden at være ukritisk eller ensidig.

## Historie
Første nummer af avisen udkom i 1956 under navnet Landsbladet, der var medlemsavis for De Danske Landboforeninger.
Efter at De Danske Landboforeninger og Danske Husmandsforeninger i 2003 blev til Dansk Landbrug blev de to foreningers aviser Landsbladet og Landbrugsmagasinet slået sammen under det nuværende navn LandbrugsAvisen.
Dansk Landbrug blev i 2009 yderligere fusioneret med Landbrugsraadet og Danish Meat Association til det nuværende Landbrug & Fødevarer.